# 納渓区
納渓区（のうけい-く）は中華人民共和国四川省瀘州市に位置する市轄区。

## 地理
長江が江陽区との行政区境を流れると同時に省道308号線が河沿いに走っている。また、長江支流の永寧河 (長江上流支流)が県央部を流れ、馬廟ダム (納渓)が県内にある。

## 行政区画
- 街道:安富街道、永寧街道、東升街道
- 鎮:大渡口鎮、護国鎮、打古鎮、上馬鎮、合面鎮、豊楽鎮、白節鎮、天仙鎮、新楽鎮、竜車鎮

## 交通
道路
高速道路
- 厦蓉高速道路（隆納高速道路（中国語版）を兼ねる）

省道
- 219省道
- 308省道

## 健康・医療・衛生
- 瀘州市納渓区人民医院
- 瀘州市納渓区第二人民医院
- 瀘州市納渓区中医医院